# HIM
HIM (иногда стилизовано как H.I.M.) — финская рок-группа, основанная в городе Хельсинки. Впервые созданная в 1991 году вокалистом Вилле Вало и басистом Микко «Миге» Паананеном под названием His Infernal Majesty, группа распалась всего через несколько лет, чтобы быть преобразованной в 1995 году Вало и гитаристом Микко «Линде» Линдстрёмом. После того, как к ним присоединились Миге, а также клавишник Антто Меласниеми и барабанщик Юхана «Патка» Рантала, группа, теперь называемая HIM, выпустила свой дебютный альбом Greatest Lovesongs Vol. 666 в 1997 году. В 2000 году, теперь уже с барабанщиком Микой «Гас Липстик» Карппиненом и клавишником Юсси-Микко Салминеном, группа выпустила Razorblade Romance, который занял первое место в Финляндии, Австрии и Германии. Первый сингл «Join Me in Death» также занял первое место в чартах Финляндии и Германии, в конечном итоге став платиновым и золотым соответственно. После прихода Янне «Бёртона» Пууртинена на клавишные, HIM выпустили Deep Shadows and Brilliant Highlights (2001) и Love Metal (2003). Оба попали в десятку лучших в нескольких странах и впервые позволили группе совершить турне по Соединённому Королевству и Соединённым Штатам Америки.
В 2005 году HIM выпустили Dark Light, который стал самым коммерчески успешным альбомом группы на сегодняшний день. HIM также стала первой финской группой в истории, получившей золотую пластинку в США. В 2007 году HIM выпустили Venus Doom, создание которого было омрачено проблемами в личной жизни Вало. Тем не менее, альбом обеспечил группе самую высокую позицию в чарте США — двенадцатую. После выхода в 2010 году Screamworks: Love in Theory and Practice, HIM взяли перерыв после того, как Гас Липстик был вынужден взять отпуск по болезни. После нескольких месяцев неопределенности группа перегруппировалась и выпустила альбом Tears on Tape в 2013 году. Гас Липстик объявил о своём уходе из группы в 2015 году и впоследствии был заменён Юккой «Космо» Крёгером. 5 марта 2017 года HIM объявили, что группа распадается после прощального тура в 2017 году. Группа отыграла своё заключительное шоу в канун нового года в рамках своего ежегодного фестиваля Helldone.
HIM — одна из самых коммерчески успешных финских групп всех времен, с продажами более десяти миллионов пластинок по всему миру. HIM также получили множество наград, в том числе восемь премий Emma Awards. Группа известна своим отчетливым звучанием, в котором сочетаются более мелодичные и меланхоличные элементы с более тяжелыми влияниями. Слушателям было трудно классифицировать музыку HIM, что привело к тому, что группа ввела термин «love metal» (рус. любовный метал). HIM также известны своим логотипом — хартаграммой (англ. heartagram), который неоднократно появлялся в различных СМИ.

## История

### Ранние годы (1991—1996)
|                                                                                             |  |
| Вилле Вало (слева) и Миге (справа) сформировали His Infernal Majesty в 1991 году (2013 год) |  |

Первое воплощение HIM было сформировано в 1991 году друзьями детства Вилле Вало и Микко «Миге» Паананеном в Хельсинки, Финляндия. Вало играл на шестиструнном басу, который заменял гитару, в то время как Миге также играл на басу. В группе было два сменяющихся барабанщика: Сами «Джуппи» Джокилехто и Юха Тарвонен. Группу называли His Infernal Majesty, другие названия, которые рассматривались для группы, включали Black Earth, Black Salem и Kafferi. После записи своего первого демо Witches and Other Night Fears, His Infernal Majesty отыграли своё первое шоу в канун нового года на Semifinal в Хельсинки. Вскоре после этого группа распалась, когда Миге пошёл на национальную военную службу. В 1995 году His Infernal Majesty была реформирована Вало и гитаристом Микко «Линде» Линдстрёмом. Вместе они записали демо из четырех треков, в котором Вало играл на барабанах и вокале, а Линде — на гитаре и басу. Изначально Вало намеревался остаться басистом группы, но по необходимости взял на себя роль ведущего вокалиста, после того как они не смогли найти другого вокалиста. В конце концов к ним присоединились вернувшийся басист Миге и барабанщик Юхана «Патка» Рантала. Группа отыграла своё первое шоу 19 декабря 1995 года в Театре в Хельсинки на разогреве у Кауко Рейхка. Следующее выступление группы также состоялось в театре, на этот раз исполнив каверы Type O Negative, для чего они наняли клавишника Янне «Бёртона» Пууртинена.
His Infernal Majesty продолжили записывать еще несколько демо, отправив их, среди прочего, на Nuclear Blast, Roadrunner и Spinefarm Records, все из которых перешли к группе. В конце концов они были подписаны с менеджером по продюсированию Аско Каллоненом из BMG, который был впечатлён кавером группы на песню Криса Айзека «Wicked Game». В октябре 1996 года группа, теперь называемая HIM, выпустила EP 666 Ways to Love: Prologue. Записанный всего за пять дней и спродюсированный Хийли Хийлесмаа, в EP также играл на гитаре Оскари «Оки» Кюмалайне, но его уволили из группы после того, как у него якобы был роман с девушкой Патки. 666 Ways to Love: Prologue дебютировал на шестнадцатой строчке в чарте финских синглов и достиг девятого места пять недель спустя. Группа отыграла специальное шоу по выпуску альбома в клубе Tavastia 19 октября 1996 года, прежде чем начать полноценный тур, для которого они наняли клавишника Антто Меласньеми. В дальнейшем Вало заявил, что считает название группы идиотским и жалеет, что она была названа так.

### Greatest Lovesongs Vol. 666иRazorblade Romance(1997—2000)
HIM начали записывать свой полноформатный дебютный альбом в 1997 году, и Хийли Хийлесмаа снова стал продюсером. Из-за минимального студийного опыта группы Хийлесмаа сыграл решающую роль в «создании звука HIM», за что Вало назвал его почётным шестым участником группы. Greatest Lovesongs Vol. 666 был выпущен в Финляндии 3 ноября 1997 года, а годом позже — на международном уровне. Альбом попал в чарты Финляндии и Германии, достигнув четвёртого места в первых. Синглы «When Love and Death Embrace» и «Your Sweet 666» также вошли в десятку лучших на родине группы. Greatest Lovesongs Vol. 666 получил положительные отзывы критиков, а AllMusic описал альбом как имеющий «очень разнообразное звучание» и в конечном итоге преуспевающий в том, чтобы «понравиться всем, любят ли они рок или поп.» Greatest Lovesongs Vol. 666 в конечном итоге станет платиновым в Финляндии. HIM также стали лучшим новичком года, а их альбом лучшим дебютным альбомом года на Emma Gala 1997 года. Тур в поддержку Greatest Lovesongs Vol. 666 начался в середине декабря 1997 года в the Maxim в Куопио. Перед первым международным туром группа решила уволить клавишника Антто Меласниеми, поскольку они считали его слишком неорганизованным и легкомысленным. Его заменил Юсси-Микко «Юска» Салминен. После возвращения в Финляндию группа также рассталась с Паткой. По словам участников группы, девушка Патки забеременела, что оставило ему ограниченное время для репетиций. Его заменил Мика «Гас Липстик» Карппинен.
В январе 1999 года HIM начали записывать демо-материал для своего следующего альбома с Хийли Хийлесмаа. Однако эти сессии оказались безуспешными, и группа решила переехать в Рокфилд, Уэльс с продюсером Джоном Фрайером. В ноябре 1999 года HIM выпустили сингл «Join Me in Death», который занял первое место в чартах Финляндии и Германии. Сингл в конечном итоге стал платиновым в Финляндии, а также золотым в Германии и Австрии. На Emma Gala 1999 года HIM были названы открытием года. 31 декабря 1999 года группа выступила в клубе Tavastia в Хельсинки, Финляндия, что стало новогодней традицией для группы. Второй альбом HIM Razorblade Romance был выпущен 24 января 2000 года. Группа достигла первого места в Финляндии, Австрии и Германии. В конечном итоге альбом станет дважды платиновым в Финляндии, тройным золотым в Германии, а также золотым в Австрии. Были выпущены еще четыре сингла, каждый из которых попал в пятёрку лучших в финском чарте синглов. Razorblade Romance был в основном хорошо принят критиками. Soundi дал альбому четыре звезды из пяти, а Blabbermouth.net назвал это «ещё одним потрясающе проработанным альбомом из самых тщательно хранимых секретов Европы». На Emma Gala 2000 года HIM были названы группой года, а Razorblade Romance – альбомом года. Группа также получила приз зрительских симпатий и награду «Видео года» за песню «Join Me in Death» на церемонии VIVA Comet Awards 2000. Во время тура в поддержку Razorblade Romance HIM отыграли свои первые концерты в Соединённом Королевстве. Однако по ходу тура группа начала чувствовать себя измотанной. Они также пострадали в нескольких авариях, чуть не приведших к летальному исходу, когда Вало чуть не упал с балкона, а Салминен оказался в отделении неотложной помощи после неудачной шутки. По собственному признанию группы, HIM чуть не распались, хотя в конце концов они перегруппировались и начали репетировать для другого альбома.

### Deep Shadows and Brilliant HighlightsиLove Metal(2001—2004)
В конце 2000 года HIM начали записывать материал для своего третьего альбома с продюсером Т. Т. Оксалой. Удовлетворенная результатами, группа изначально хотела выпустить эти демо в качестве своего следующего альбома. Однако BMG воспротивились и привлекли продюсера Кевина Ширли для работы над альбомом. Примерно в это же время клавишник Юска Салминен также был уволен из группы после пропуска нескольких репетиций. Позже Салминен объяснил свой уход выгоранием. Его заменил Янне «Бёртон» Пууртинен. Процесс записи третьего альбома HIM длился около одиннадцати месяцев, что сильно повлияло на материал. Позже Вало объяснил: «Когда мы начали записывать третий альбом, нам нравились стоунер-рок и Black Sabbath [...] В конце нам понравился Нил Янг, и это видно на пластинке.» По словам Вало, внешние влияния в музыкальной индустрии также способствовали длительному процессу записи. Третий альбом HIM Deep Shadows and Brilliant Highlights в конечном итоге был выпущен 24 августа 2001 года. Альбом достиг первого места в Финляндии и Австрии, и второго места в Германии и Швейцарии. Альбом в конечном итоге станет платиновым в Финляндии и золотым в Австрии. Было выпущено три сингла, все из которых вошли в пятерку лучших в Финляндии. Deep Shadows and Brilliant Highlights получил смешанные отзывы, а AllMusic назвал его «слишком чистым» и «донельзя скучным». Этому вторит Soundi, который назвал альбом «идеальной музыкой для девушек, которым нравится не музыка, а внешний вид Вилле Вало и декадентские образы его текстов.» Blabbermouth.net, тем временем, был более позитивен, заявив, что «в чисто художественном и коммерческом плане [...] альбом HIM стал логическим продолжением одного из самых ярких событий прошлого года, и они продолжают укреплять свою репутацию одной из самых уникальных и последовательных рок-групп в мире.» HIM снова были названы открытием года на Emma Gala 2001 года. Группа также получила приз зрительских симпатий на церемонии VIVA Comet Awards.
В 2002 году HIM была вовлечена в спор о правах на ее название в Соединённых Штатах Америки. Поскольку «HIM» уже принадлежал барабанщику одноименной чикагской джаз-фьюжн группы, финская HIM была переименована в HER в США, пока между двумя сторонами не было достигнуто соглашение, которое позволило обеим группам использовать это прозвище. 7 октября 2002 года группа выпустила The Single Collection, набор, содержащий все синглы группы, а также ранее не издававшийся сингл «It's All Tears». В том же месяце была выпущена официальная биография HIM под названием Synnin viemää, написанная Я. К. Юнтуненом. Тур в поддержку Deep Shadows and Brilliant Highlights в очередной раз истощил группу почти до точки распада, но это также сблизило группу. HIM также отыграли свой первый концерт в Соёдиненных Штатах Америки на разовом шоу, организованном профессиональным скейтбордистом и телеведущим Бэмом Марджерой. Он продолжал активно работать с группой, продвигая ее и снимая несколько их музыкальных клипов.
После двухмесячного перерыва в начале 2002 года HIM перегруппировались и начали репетиции для своего следующего альбома, на котором группа снова работала с Хийли Хийлесмаа. Группа рассматривала запись как реакцию на трудности, с которыми они столкнулись во время Deep Shadows and Brilliant Highlights. По словам Вало: «После того, что мы сочли разочарованием в Deep Shadows and Brilliant Highlights, потому что на кухне было так много поваров, мы хотели быть группой [...] в которой мы контролируем то, что делаем, а все остальные могут отваливать.» Это новое решение было подчёркнуто решением разместить логотип группы, хартаграмму (англ. heartagram), на видном месте обложки. Вало назвал это «заявлением о намерениях [...] в музыкальном, визуальном и идеологическом плане». Четвертый студийный альбом HIM Love Metal был выпущен 11 апреля 2003 года, и он вошел в пятёрку лучших в четырех странах, достигнув первого места в Финляндии и Германии. Он также стал первым альбомом группы, занявшим 55-е место в чарте Великобритании. Love Metal будет сертифицирован платиновым в Финляндии и золотым в Германии. Было выпущено три сингла, при этом «The Funeral of Hearts» достиг первого места в Финляндии. Позже музыкальное видео было названо лучшим видео 2004 года на Kerrang! Awards. Love Metal был хорошо принят критиками, Soundi дал ему три звезды из пяти, в то время как AllMusic отметил, что «написание песен такое же сильное, как и в течение достаточно долгого времени, а вновь обретенное чувство срочности позволяет альбому работать в умеренном темпе».
После релиза Love Metal, HIM отправились в свой первый тур по США, который был полностью распродан. В августе 2003 года HIM расстались с BMG, выполнив свои контрактные обязательства перед лейблом. Группа также намеревалась выпустить концертный альбом под предварительным названием Live Metal в ноябре 2003 года, но в конечном итоге запись была прекращена в пользу нового материала. В марте 2004 года HIM выпустили сборник And Love Said No: The Greatest Hits 1997–2004, который достиг второго места в Финляндии и пятого в Германии. Он также стал золотым на родине группы. Помимо ранее выпущенного материала, в сборник также вошли две новые песни: «And Love Said No» и кавер-версия песни Нила Даймонда «Solitary Man». Синглы достигли первого и второго места соответственно в Финляндии, в то время как «Solitary Man» достиг девятого места в UK Singles Chart. В сентябре 2004 года HIM подписали новый контракт со звукозаписывающей компанией Sire Records, которая будет заниматься всеми будущими релизами группы в Европе, Северной Америке, Японии и Австралии. В Финляндии будущие релизы HIM будут выпускаться на собственном лейбле группы Heartagram. 7 декабря 2004 года HIM выпустили The Video Collection: 1997–2003, DVD со всеми музыкальными клипами группы. Читатели журнала Metal Hammer также признали HIM группой года в 2004 году.

### Dark LightиVenus Doom(2005—2008)
17 января 2005 года HIM выступили на благотворительном концерте Yhteinen ASIA в память жертв землетрясения и цунами 2004 года в Индийском океане вместе с The Rasmus, The 69 Eyes, Apocalyptica и Negative. В марте группа переехала в Лос-Анджелес, чтобы начать работу над своим пятым студийным альбомом с продюсером Тимом Палмером. В том же месяце на Yle TV2 состоялась премьера Himmeetä valoa, документального фильма о группе. В мае следующего года HIM выпустили Love Metal Archives Vol. I, сборник музыкальных клипов, живых выступлений и другого бонусного материала. Сборник дебютировал под номером один в Финляндии и под номером два в Германии. В течение нескольких недель коллекция стала золотой в Финляндии. 26 сентября 2005 года HIM выпустили свой пятый студийный альбом Dark Light, который стал самым успешным альбомом группы на сегодняшний день. Группа попала в чарты шестнадцати стран, получив платиновый сертификат в Финляндии, а также золотой в Германии, Великобритании и США. Было выпущено четыре сингла, включая известные «Wings of a Butterfly» и «Killing Loneliness», которые достигли первого и второго мест в финском чарте синглов соответственно. Первый также вошёл в десятку лучших в Великобритании. Dark Light получил смешанные отзывы критиков. The New York Times описала материал как «крепче, чем когда-либо», в то время как журнал Q назвал альбом «коллекцией неотразимых гимнов поп-рока». NME, тем временем, охарактеризовал пластинку как «безвкусную», в то время как AllMusic назвал её «глянцевой и удобной для пользователя». На Emma Gala в 2005 году Dark Light был назван рок-альбомом года, а сингл «Wings of a Butterfly» получил награду в номинации «Песня года».
В сентябре 2005 года HIM отправились в клубный тур по Европе в поддержку Dark Light. За этим последовал этап в Северной Америке в октябре. В декабре HIM расширили свое ежегодное новогоднее шоу до трёхдневного фестиваля под названием Helldone, названного так в честь агента группы по бронированию билетов Тийны Велдоне и города Хельсинки. После концертов Линде Линдстрём сломал кость запястья, что вынудило группу отложить тур по Великобритании и Ирландии. В марте 2006 года HIM отправились в свой первый австралийский тур, за которым последовали первые концерты группы в Новой Зеландии и Японии. В сентябре HIM отменили свой предстоящий тур по Северной Америке, чтобы начать работу над новым альбомом. Позже в том же году HIM выпустили Uneasy Listening Vol. 1, сборник раритетов и альтернативных версий ранее выпущенного материала. Сборник достиг седьмого места в Финляндии, в то время как двойной сингл «In Joy and Sorrow/Pretending» достиг первого места.

В феврале 2007 года HIM приступили к записи своего шестого альбома в Finnvox Studios с продюсерами Хийли Хийлесмаа и Тимом Палмером. Создание альбома было связано с проблемами в личной жизни Вилле Вало. Его злоупотребление алкоголем усилилось, что в какой-то момент привело к рвоте и испражнениям с кровью. Ситуация достигла апогея, когда у Вало случился нервный срыв в процессе записи альбома. Хотя ему и удалось на мгновение прийти в себя, он снова начал пить в процессе микширования. В конце концов, менеджер группы Сеппо Вестеринен поместил Вало в реабилитационную клинику Promises в Малибу. «Я был тогда в полном раздрае… Я называю это нервным срывом. Полный крах нервной системы.» — говорил Вилле Вало. Дата выхода альбома также была перенесена с июля на сентябрь 2007 года. В апреле HIM выпустили сборник Uneasy Listening Vol. 2, который достиг двенадцатого места в Финляндии. С 25 июля по 3 сентября 2007 года HIM гастролировал по США с Linkin Park в рамках Projekt Revolution Tour, в который также входили My Chemical Romance, Taking Back Sunday и Placebo. Перед туром HIM провели конкурс для фанатов, в котором они могли выиграть поездку, чтобы встретиться с ними на шоу в Сиэтле. Победители конкурса также будут представлены на предстоящем концертном DVD. В июле HIM отыграли несколько концертов на разогреве у Metallica, включая шоу на стадионе Уэмбли в Лондоне, Англия.
14 сентября 2007 года HIM выпустили свой шестой студийный альбом Venus Doom, который вошёл в десятку лучших в Финляндии, Германии, Швейцарии и Австрии. Это также обеспечило группе самую высокую позицию в чарте США на сегодняшний день — двенадцатую. Альбом в конечном итоге стал золотым в Финляндии и Греции. «The Kiss of Dawn» и «Bleed Well» были выпущены в качестве синглов, причём первый достиг второго места в Финляндии. Venus Doom был хорошо принят критиками, а Spin назвал альбом «[возможно] самой тяжёлой, жуткой и сексуальной работой хард-рок-группы года», в то время как NME объявил его «чрезвычайно хорошо исполненным поп-металлическим альбомом.» AllMusic присвоила альбому три с половиной звезды из пяти и нашел группу «вернувшейся в нужное русло и звучащей более металлически, чем когда-либо.» Venus Doom позже принёс группе первую номинацию на Грэмми за лучшее оформление специального издания. Во время тура в поддержку альбома HIM записали концертный альбом Digital Versatile Doom в театре Орфей в Лос-Анджелесе, Калифорния. Выпущенный 29 апреля 2008 года, альбом достиг десятого места в Финляндии. Издание 2008 года Helldone был расширено до тура, в ходе которого фестиваль прошёл по Финляндии, прежде чем вернуться в клуб Tavastia в канун Нового года.

### Screamworks: Love in Theory and PracticeиTears on Tape(2009—2014)
В августе 2009 года HIM вошли в студию с продюсером Мэттом Сквайром, чтобы начать работу над своим седьмым студийным альбомом. Впервые в карьере группы Вало работал абсолютно трезвым, что привело к тому, что группа репетировала больше, чем когда-либо прежде. Под названием Screamworks: Love in Theory and Practice альбом был выпущен 8 февраля 2010 года. Он попал в чарты десяти стран, войдя в десятку лучших в Финляндии, Германии, Швейцарии и Австрии. Альбом также занял первое место в чартах рок и метал альбомов Великобритании и чарте хард-рок альбомов США. Screamworks получил золотой сертификат в Финляндии. «Heartkiller» и «Scared to Death» были выпущены в качестве синглов, причём первый достиг пятого места в Финляндии. Screamworks был в основном хорошо принят критиками, а Alternative Press описал его как «в конечном итоге успешный в сочетании мелодии и мускула», в то время как Billboard посчитал его «неоднозначным, но привлекательно смелым.» Тур в поддержку альбома начался в феврале 2010 года с нескольких концертов в Европе, за которыми последовал этап в Австралии в качестве часть фестиваля Soundwave. Начиная с марта группа гастролировала по Великобритании и США. 7 декабря 2010 года HIM выпустили SWRMXS, альбом ремиксов, созданный в сотрудничестве с различными другими исполнителями, включая Tiësto, Morgan Page и Salem. Издание Helldone в 2010 году было отменено, так как вместо этого группа решила взять перерыв.
В марте 2011 года HIM объявили о расставании с Sire Records, оставив группу без лейбла. Позже в том же году HIM начали работу над своим восьмым студийным альбомом, но репетиции были прерваны, когда у Гаса Липстика диагностировали повторяющуюся стрессовую травму и повреждение нервов в руках. Травма Гаса потребовала длительного отдыха, из-за чего группа оказалась в подвешенном состоянии, не зная, распадаться ей или искать замену. Группа решила подождать и посмотреть, улучшится ли состояние Гаса, и через восемь месяцев они перегруппировались и возобновили работу над следующим альбомом. Позже Вало отметил, что восстановление Гаса помогло оживить группу. В октябре 2012 года HIM выпустили альбом-компиляцию XX – Two Decades of Love Metal. Сборнику предшествовала кавер-версия песни Ké «Strange World», релиз которой первоначально был запланирован на 21 сентября 2012 года. Однако из-за утечки в Интернет релиз был перенесен на 7 сентября. XX – Two Decades of Love Metal достиг четвертого места в Финляндии. После двухлетнего перерыва HIM также вернули фестиваль Helldone в декабре 2012 года.
В феврале 2013 года HIM объявили, что их предстоящий альбом будет выпущен на лейблах Razor & Tie в Северной Америке, Double Cross в Великобритании и Ирландии, Universal Music Group в Европе. 26 апреля 2013 года группа выпустила свой восьмой студийный альбом Tears on Tape, который снова был спродюсирован Хийли Хийлесмаа и сведён Тимом Палмером. Пластинка попала в чарты девяти стран, достигнув второго места в Финляндии и Германии. В США альбом достиг пятнадцатого места в Billboard 200. Было выпущено три сингла, а «Into The Night» получил награду в номинации «Видео года» на церемонии открытия Noisecreep Creepies Awards. Tears on Tape получил в основном положительные отзывы, а Classic Rock назвал его «славным возвращением к форме одной из самых успешных групп в мире.» Это было поддержано Alternative Press, который заявил, что «во впечатляющем каноне HIM этот один из лучших.» Kerrang! дал менее благоприятный отзыв, заявив: «Tears On Tape неплохой [...] просто не так соблазнительно, какими HIM могут быть.»
3 мая 2013 года HIM должны были начать турне по Северной Америке в поддержку Tears on Tape, но тур был отменён после того, как Вилле Вало перенес тяжёлый приступ астмы и у него была диагностирована предполагаемая пневмония. После выздоровления Вало HIM приняли участие в туре Rock Allegiance Tour вместе с Volbeat, All That Remains и Airbourne. На Revolver Golden Gods Awards 2013 года HIM получили награду за самых преданных поклонников. В марте 2014 года группа отправилась в свой первый тур по Южной Америке. В том же месяце первые четыре альбома HIM были переизданы в цифровом формате в США компанией The End Records. В мае 2014 года группа должна была впервые выступить в Китае, но первое шоу в Шанхае было прервано местными властями, а второе в Пекине было вообще отменено из-за плохих погодных условий. В ноябре 2014 года HIM выпустили Lashes to Ashes, Lust to Dust: A Vinyl Retrospective '96–'03, бокс-сет, содержащий первые четыре альбома группы, а также EP 666 Ways To Love: Prologue, на 180-граммовом виниле. В качестве поддержки HIM отправились в турне Love Metal Archives Tour в декабре 2014 года. Группа также выступила на концертах, посвящённых 30-летию Fields of the Nephilim, в Лондоне, Англия.

### Последние годы и расформирование (2015—2017)
27 января 2015 года Гас Липстик объявил о своём уходе из HIM после 16 лет работы в группе. В своём заявлении Гас заявил: «В моем уходе нет драмы, вражды или какого-либо негатива. Я просто чувствую, что мне пора двигаться дальше как музыканту». HIM дебютировали с концертами после ухода Гаса в июле 2015 года с неожиданным шоу на фестивале Qstock в Оулу, Финляндия. На шоу состоялся дебют замены Гаса, барабанщика Юкки «Космо» Крёгера. Позже Вало заявил, что группа в конце концов начнет работу над новым альбомом, но дата релиза не была назначена. 5 декабря 2015 года HIM выступили на Knotfest в Толуке, Мексика, среди прочих, со Slipknot, Megadeth и Lamb of God. В 2016 году HIM взяли очередной перерыв, во время которого участники группы сосредоточились на своих различных побочных проектах. Из-за этого издание 2016 года Helldone было отменено.
В октябре 2016 года было объявлено, что HIM будет хедлайнером Tuska Open Air Metal Festival в 2017 году. В январе 2017 года HIM также были названы хедлайнером Miljoona Rock. 5 марта 2017 года на своей официальной странице в Facebook HIM объявили о завершении карьеры и анонсировали прощальный тур, который продлится до конца года.

После четверти века причудливого переплетения Любви и Метала мы искренне чувствуем, что HIM сбились со своего сверхъестественного пути, и надо сказать «прощай», чтобы освободить дорогу для новых неисследованных видов, ароматов и звуков. Мы разрешили загадку, сложили пазл и повернули ключ. Спасибо.
Оригинальный текст (англ.)After quarter of a century of Love and Metal intertwined we sincerely feel HIM has run its unnatural course and adieus must be said in order to make way for sights, scents and sounds yet unexplored. We completed the pattern, solved the puzzle and turned the key. Thank you.
— Вилле Вало.
Позже Вало подробно рассказал о решении группы распасться, заявив: «Мы собрались вместе и начали играть несколько песен и думать, что делать дальше [...] Мы чувствовали, что новый материал не взлетает. Мы хорошо ладили друг с другом, но чего-то не хватало. Звезды не сошлись.» Далее он также сказал следующее: «Мы чувствовали, что коллективно отдавать больше нечего. Было весело играть старые песни, все хорошо ладили друг с другом, но этой искры не хватало.» Вало не исключил возможности воссоединения группы в будущем, заявив: «Хорошо в этом то, что нет драмы [...] Так что это не снижает шансы.»
Фотовыставка Вилле Юуриккала под названием HIM: Right Here in My Eyes проходила в Художественном музее Хельсинки с 15 июня по 3 июля, на ней были представлены ранее невиданные фотографии группы, готовящейся к своему прощальному туру. В ноябре 2017 года выставка также проходила в галерее Morrison Hotel Gallery в Нью-Йорке. HIM начали свой тур Bang and Whimper 2017 — The Farewell Tour 14 июня 2017 года в Барселоне, Испания. Также группа дала концерты и в Россииː 24 и 25 ноября в Санкт-Петербурге, 26 ноября в Москве. Тур, в целом, был хорошо принят, и Nottingham Post заявила, что тур HIM «действительно прошёл на „ура“». Группа отыграла своё заключительное шоу в канун нового года в рамках фестиваля Helldone.

## Артистизм

### Музыкальный стиль и лирические темы
Музыкальные критики классифицируют музыку HIM как готик-рок, готик-метал, альтернативный рок, альтернативный метал и дарк-рок. Сэм Лоу из Kerrang! описал музыку HIM как «стирающую границы между альт-роком, готикой и думом, в отличие от всего, что было раньше». Группа назвала свою музыку «love metal» (рус. любовный метал), по названию четвертого студийного альбома группы. По словам Вилле Вало, термин «love metal» был придуман в ответ на то, что людям было трудно классифицировать музыку HIM. Говоря о самом термине, Вало заявилː «Это музыка, вдохновленная чувствами, возникшими еще до первого прикосновения, первого поцелуя. Любовный метал похож на постер Унесённых ветром, Кларк Гейбл, обнимающий Вивьен Ли на фоне заката…  Любовь — очень интересная тема. Я пишу о том, как вижу и ощущаю мир, эмоции играют в этом большую роль. И кроме того, я скандинав, а это значит, что я люблю драму.» Что касается репутации HIM как «готической группы», Вало заявил: «Мы ничего не можем поделать с этим [лейблом], но я думаю, что мы имеем особый готический оттенок, более нежный, чем другие. В финских традициях наша музыка очень меланхолична.» Это подтверждает и другое заявление Валоː «Мы не готы! Я признаю, что наши тексты готичны, но в плане музыки мы как мозаика: тут и поп, и рок, и метал.» Вало также описал звучание HIM как «сентиментальную, хлёсткую рок-музыку». Целью группы всегда было сочетание более мелодичных и меланхоличных элементов с более тяжёлыми влияниями. Вало часто называл Black Sabbath и Type O Negative в качестве главных источников вдохновения HIM. На творчество группы также оказали влияние Paradise Lost, Anathema, My Dying Bride, Cathedral, Electric Wizard, Monster Magnet и норвежский блэк-метал. Что касается звучания HIM, Вало также заявил, что: «Мы никогда не пытались утверждать, что заново изобрели колесо рок-н-ролла. Мы всегда гордились тем, что являемся факелоносцами Sabbath, Type O, Paradise Lost и Anathema и многих других этих групп.» По мнению Helsingin Sanomat, HIM добились «популярности кроссовера», сочетая «традиционную финскую меланхолию» с «готическими текстами, металлическими гитарами и клавишными риффами.»
На своем дебютном альбоме Greatest Lovesongs Vol. 666 звучание HIM было расценено музыкальными критиками как сочетание хэви-метала, рока и готики 1980-х годов. Эти влияния были дополнительно развиты в Razorblade Romance, в котором меньше внимания уделялось гитаре в пользу более изящного продюсирования и более мелодичного звучания. HIM продолжили развивать то, что критики сочли более коммерческим звучанием, на своем третьем альбоме Deep Shadows and Brilliant Highlights, который был встречен неоднозначной реакцией. Четвертый альбом HIM Love Metal широко рассматривается группой как пластинка, на которой группа нашла свое собственное звучание, черпая вдохновение у таких исполнителей, как Black Sabbath, Led Zeppelin и Игги Поп. Dark Light стал прорывным альбомом HIM в Соединенных Штатах Америки, и его продюсирование снова стало более глянцевым. По словам Вало, Venus Doom 2007 года был написан с намерением создать гораздо более тяжёлое и мрачное продолжение под влиянием таких групп, как My Dying Bride, Anathema и Paradise Lost. На Screamworks: Love in Theory and Practice HIM взяли влияние групп 1980-х, таких как a-ha, Depeche Mode и the Cult, в то время как на Tears on Tape HIM вернулись к своим корням, сочетая элементы звучания группы в каждой песне, в отличие от «быстрой песни, за которой следует медленная». Вало описал Tears on Tape как сочетание Black Sabbath, the Smashing Pumpkins и Роя Орбисона.
Тексты песен HIM в основном посвящены темам любви, были описаны как «сочащиеся кровью сердца и готическая мелодрама». По словам Вало: «Я чувствую, что нет темы более важной для песни, чем отношения. Это единственное, что меня трогает.» Вало также черпает вдохновение в литературе, но только в определённых её аспектах, объясняя: «Как парень, который пишет песни, я прихожу в восторг от идеи, или книги, или предложения. Я не обязательно в восторге от всего Толкина, я просто в восторге от урук-хая. Небольшая деталь, которая просто заставляет мой разум работать с перебоями.» Один из самых любимых писателей Вилле Вало — Эдгар Аллан По, у него даже есть тату глаз писателя на спине. Сам Вало заявил, чтоː «Музыка для меня всегда катарсис. Хорошая песня — лучший наркотик, способный отвлечь от ежедневных забот… Мои родители читали мне всё подряд, начиная с Тысяча и одна ночь и заканчивая сказками братьев Гримм. Наверное, поэтому я вырос больным на голову, ведь сказки братьев Гримм — это сплошные извращения, убийства и садизм.» Ещё, в песне «Love, the Hardest Way» с альбома Screamworks: Love in Theory and Practice напрямую упоминается любимый Вало поэт — Шарль Бодлер. Акустическая версия альбома вышла под названием Baudelaire in Braille. Также слова Вилле об этомː «Представьте Бодлера выполненного шрифтом Брайля, когда ты не знаешь этого шрифта. Вот как я вижу жизнь.»

### Художественное оформление
Центральной частью образа HIM была хартаграмма (англ. heartagram), которая является товарным знаком группы, созданная вокалистом Вилле Вало в его двадцатый день рождения в 1996 году. Комбинация сердца и пентаграммы, хартаграмма символизирует противопоставление «мягкого и твёрдого, мужского и женского, инь и ян». В музыкальном плане сердце также символизирует более мягкую сторону группы, в то время как пентаграмма символизирует её более тяжёлые влияния. Это сопоставление также можно увидеть в названиях альбомов группы. На первом альбоме HIM группа использовала сердце с написанным на нем номером «666» в качестве логотипа, который Вало позже описал как «немного скучный». Заглавная песня альбома, «Your Sweet 666», была использована как то, какую опасность таит в себе любовь, без мотивов, связанных с сатанизмом. Хартаграмма впервые преимущественно использовалась на обложке альбома HIM 2003 года Love Metal. С тех пор песня появлялась почти на всех релизах группы. Позже Вало заявил, что хартаграмма «вероятно, лучшая вещь, которую я когда-либо придумывал», и что она «стоит намного больше, чем деньги» и «больше, чем наша группа». Хартаграмма также несколько раз появлялась на телевидении, в том числе в Зачарованные, Лос-Анджелесские чернила, Да здравствует Бэм! и Мыслить как преступник. Насчёт оформления альбома Dark Light Вало заявилː «Огромный небоскрёб, как в Готэм-сити, с логотипом HIM, сложенным из светящихся окон, поднимается из воды в постапокалиптических декорациях. Что-то в стиле фильма Послезавтра Роланда Эммериха. Мы хотели сделать оформление кинематографичным, чтобы это был скорее постер, чем обложка.»
В первые дни существования группы образ HIM в значительной степени характеризовался оккультными и сатанинскими образами. Использование числа «666» было заметным в текстах песен, а также в названиях альбомов. Первоначальное название группы, «His Infernal Majesty» (рус. Его Адское Величество), также было вдохновлено Сатанинской библией Антона Лавея, песней «Oblivious to Evil» группы Deicide и Хайле Селассие, который был известен как «его императорское величество». Этот флирт с оккультизмом рассматривался группой как чисто «символический» и «традиционный рок-н-ролл». Вилле Вало впервые заинтересовался оккультизмом еще в школе и вскоре начал читать книги на эту тему. Все участники группы также были большими поклонниками блэк-метала. Однако группа утверждала, что никто из них всерьез не интересовался сатанизмомː «Мы не имеем ничего общего с дьяволом. Разве только Сатана приносит смерть? Любовь таит в себе сотни маленьких смертей, и число „666“ идеально передает чувственную, болезненно-физическую сторону агонии влюбленности.». Вместо этого их интерес сводился к простому «увлечению», а также насмешкам в адрес их любимых группː «Название His Infernal Majesty задумывалось как шутка. Но все почему-то решили, что раз мы из Скандинавии, да еще и с таким названием, то мы обязательно должны быть сатанистами. Я жалею, что мы назвали нашу группу HIM. Это название меня просто бесит, оно такое идиотское!». His Infernal Majesty в конце концов сократили название до HIM в 1996 году, как сообщается, потому, что финнам было трудно запоминать и произносить «His Infernal Majesty». С тех пор HIM ещё больше сократили использование сатанинских образов. Когда Вало спросили об имидже группы в 2013 году, он ответил: «Я думаю, что мы почти такие же [за сценой]. Единственная разница в том, что мне не обязательно каждый день подводить глаза.»
На первых трёх альбомах группы вокалист Вилле Вало был изображён исключительно на обложке. По словам Вало, Greatest Lovesongs Vol. 666 задумывался как сочетание готики и эротизма, в то время как Razorblade Romance находился под влиянием 1980-х, глэм-рока и поп-музыки. Deep Shadows and Brilliant Highlights, тем временем, черпал вдохновение у Лу Рида, Патти Смит и художественных кругов Нью-Йорка конца 1970-х годов. Love Metal был первым альбомом, на обложке которого заметно изображена хартаграмма, которая была повторена на альбоме Dark Light. Для обложки Venus Doom группа использовала картину Дэвида Харуни, которую Вало приобрел во время тура в Новом Орлеане. Screamworks: Love in Theory and Practice содержал фотографию скульптуры монахини конца 19 века, которую Вало приобрел в Баварии. Ей добавили ещё один набор глаз и рта, затем обработали методом шелкографии — в стиле Энди Уорхола. Как заявил Валоː «Мне всегда нравились оптические иллюзии. Мне нравятся фотографии которые задёргивают, изнуряют. И эта одна из самых классических, с двойными глазами и двойными губами, потому что человек не может сосредоточиться. Для меня это похоже на Дэвида Линча, и очень на Siouxie and the Banshees.» Песня «Heartkiller» первоначально называлась «The Biblical Sense», и в ней упоминались библейские персонажи — Лазарь из Вифании и Франкенштейн Мэри Шелли.  На Tears on Tape HIM использовали несколько картин Дэниела П. Картера, на обложке змея обвивает печать Бабалона, в которую заключена хартаграмма. На спине змеи припев заглавной песни альбома, закодированный на Малахиме. Другая особенность альбома — несколько инструментальных интермедий. «Мы всегда хотели, чтобы у нашего альбома было интро — это такая фишка из классического рока, а мы большие его поклонники. К тому же, было бы прикольно использовать его на концертах, чтобы открывать шоу.» — говорил Вилле Вало. Ещё Вало выразил некоторые мысли насчёт лирических тем альбомаː «Когда я перечитываю лирику, мне кажется, что она о слезах, которые мои кумиры проливали на кассету. О музыке, на которой я вырос и о рубеже, который может установить музыка.»

### Наследие
HIM — одна из самых коммерчески успешных финских групп всех времён, с продажами более десяти миллионов альбомов по всему миру. Они также являются первой финской группой в истории, получившей золотую пластинку в Соединённых Штатах Америки. Как одной из первых финских групп, добившихся крупного международного успеха, HIM прославились тем, что проложили путь другим финским группам, таким как Children of Bodom и Sonata Arctica. Менеджер HIM Сеппо Вестеринен вспоминал, что до HIM «успех финских групп [...] был ограничен довольно узкими кругами, это не было глобальным явлением». В 2015 году HIM были одной из шести финских групп, удостоенных награды почтовой службы Финляндии за то, что были представлены на новой линейке почтовых марок, разработанных Клаусом Велпом. Такие публикации, как Metal Hammer и Loudwire причислили HIM к лучшим финским метал-коллективам всех времён.
Мы имели удовольствие и честь создавать песни, которые нашли отклик в сердцах людей. В этом магия рок-н-ролла. Я не имею ни малейшего представления о том, почему группа вызвала такой интерес. Вы не получите этого за деньги. Это чудо.
Большая часть успеха HIM была приписана Вилле Вало. Наряду с написанием песен, ключевым компонентом успеха HIM был имидж Вало, который Helsingin Sanomat описал как использующий «испытанную и верную формулу Джеймса Дина, в которой сочетаются чувствительность и нервозность.» Metal Hammer назвал Вало одной из немногих новых «рок-звёзд» начала 2000-х, заявив: «HIM не были похожи ни на одну другую группу. У них было что-то особенное, но что более важно, у них был особенный человек. Вилле сиял как звезда своим сочетанием позирования Мика Джаггера и мрачного очарования Брэндона Ли в Вороне». Loudwire назвал Вало четырнадцатым величайшим метал-фронтменом 21 века, заявив: «Его баритон бесспорно великолепен, его вампирская харизма почти гипнотическая, фанаты-мужчины отчаянно пытаются ему подражать, а фанатки истошно вопят, как будто он был вторым пришествием Элвиса.» В отличие от других рок и метал-групп, HIM также пользовались широкой популярностью, вспоминает Аско Каллонен из BMG: «Например, в Англии это было трудно понять. Там раскол обычно был очевиден: хард-рок был для парней, поп-музыка для девушек. HIM слушали обе стороны.» Владелец клуба Tavastia Юхани Меримаа отметил, что авторитет группы как в андеграунде, так и в мейнстриме, наряду с «мелодичными, запоминающимися и хорошими песнями», проложили HIM путь к достижению большого успеха. PopMatters, тем временем, отметили, что HIM «не из тех действий, которые вызывают вялую реакцию, поскольку они либо нравятся людям, либо откровенно дискредитируют их». Часть основной критики, направленной в адрес группы, была сосредоточена вокруг «шаблонного» характера ее музыки и предполагаемого «потворства» фанатам-подросткам-готам. Связь HIM с Бэмом Марджерой также получила несколько негативных отзывов.
Хартаграмма также стала ключевым фактором успеха HIM, и Вало отметил, насколько этот символ превзошёл группу, заявив: «Есть много людей, у которых она [вытатуирована], которые на самом деле не знают, что это было, не связывают это с группой, и в этом смысле я считаю это своим величайшим достижением.» Вало также поблагодарил Бэма Марджеру и Кэт Фон Ди за то, что они помогли группе привлечь внимание благодаря своей работе. Музыка HIM и хартаграмма занимали видное место в фильмах и телешоу Марджеры, а также в Лос-Анджелесских чернилах Фон Ди. Марджера впервые познакомился с HIM в мае 2000 года, когда он прилетел в Финляндию на соревнования по скейтбордингу и увидел клип группы по телевизору. Впоследствии он пошел в музыкальный магазин и купил альбом Razorblade Romance. Что касается участия Марджеры в успехе HIM, Вало заявил: «Дело было не в тайных рукопожатиях между менеджерами, он был просто случайным парнем, который постучался в нашу дверь [...] и так началась дружба.» В дальнейшем Марджера говорил, что именно его одержимость Вало и музыкой HIM привела его к тому, что он стал алкоголиком. По сути, он следовал образу жизни самого Вало. В интервью с NME Вало спросили, поддерживает ли он связь с Марджерой. Он ответил: «Я давно ничего о нём не слышал. Думаю, в последний раз я видел его во время нашего последнего тура с HIM по [Соединённым] Штатам, который был в 2017 году. Мы пытались связаться с ним через Брэндона Новака. Но я не смог связаться с ним в этом смысле или по-настоящему поговорить с ним.» Говоря о продолжающемся выздоровлении Марджеры, он добавил: «Я надеюсь, что он чувствует себя лучше, потому что он хороший парень. Он чувствительный, особенный парень, и просто грустно видеть, что он превращается в монстра, в которого превращается. Думаю, я могу понять кое-что из этого, но это нужно прекратить.» Кэт Фон Ди, тем временем, была представлена HIM, когда группа записывала Dark Light в Лос-Анджелесе. Позже она появилась в музыкальном клипе на песню «Killing Loneliness» и сделала несколько татуировок для участников группы.

## Отношение Вилле Вало к альбомам группы
В некоторые промежутки времени Вилле Вало выражал мнение насчёт альбомов группы. Greatest Lovesongs Vol. 666 был оценён им как «милое девственное исследование для новичков», заявив: «Сначала ты пару лет стыдишься этого, потом понимаешь его положительные стороны». Razorblade Romance был назван Вало «успехом» группы, заявив: «С этим альбомом мы создали для себя золотую клетку. Что-то замечательное, пленником чего ты являешься». Deep Shadows and Brilliant Highlights был описан им как «фрагментированная, неестественная пластинка», заявив: «Мы приходили в себя после выстрела из пушки, коим являлся последний альбом, и путь обратно на землю был нелёгким. На пластинке было слишком много шефов, чем надо, поэтому конечный результат получился столь бессвязным». Love Metal был объявлен Вало лучшим альбомом группы, заявив: «Мы нашли звучание группы, и я нашёл себя. Декларация группы о том, кто мы есть». Dark Light был описан им как «довольно экспериментальная пластинка» для группы, заявив: «Финская меланхолия была перенесена в центр солнечного города ангелов, и мы настойчиво пытались поженить их. Хорошее сочетание того и другого». Вало назвал Venus Doom одним из своих любимых альбомов группы, а в 2017 году описал его как «альбом-трибьют артистам, из-за которых мы сформировали группу», и как «взгляд на личные границы через призму Меллери и Мукки. Поиск сердцевины славянской меланхолии». Screamworks: Love in Theory and Practice был назван Вало «провальным» с точки зрения коммерческого успеха, но в 2017 году пересмотрел его и описал как «возможно, альбом, который принадлежит мне больше всего», заявив: «На этот альбом я оказал наибольшее влияние. Возможно, мы слишком сильно смешали это с американским роком».

## Дискография
- 1997 — Greatest Lovesongs Vol. 666
- 1999 — Razorblade Romance
- 2001 — Deep Shadows and Brilliant Highlights
- 2003 — Love Metal
- 2005 — Dark Light
- 2007 — Venus Doom
- 2010 — Screamworks: Love in Theory and Practice
- 2013 — Tears on Tape

## Состав
|                                                                             |
| Микко Паананен, Мика Карппинен, Вилле Вало, Янне Пууртинен, Микко Линдстрём |

Некоторые из участников HIM выступают под псевдонимами (в скобках):

### Последний состав
- Вилле Вало — вокал, акустическая гитара, иногда клавишные (1995—2017), шестиструнная бас-гитара (1991—1993), ударные (1995)
- Микко Линдстрём (Линде, Лили Лазер, Дэниел Лайонай) — гитара (1995—2017), бас-гитара (1995)
- Микко Паананен (Миге Амор) — бас-гитара, бэк-вокал (1991—1993, 1995—2017)
- Янне Пууртинен (Эмерсон Бёртон) — клавишные, бэк-вокал (2001—2017)
- Юкка Крёгер (Космо) — ударные (2015—2017)

### Бывшие участники
- Юха-Петтери Лондквист (Юппи) — ударные (1991—1995)
- Юха Тарвонен — ударные (1991—1995)
- Юхана Туомас Рантала (Патка) — ударные (1995—1999)
- Оскари Кюмалайнен (Оки) — ритм-гитара (1996—1997)
- Антто Меласньеми — клавишные (1995—1999)
- Юсси-Микко Салминен (Золтан Плуто) — клавишные (1999—2001)
- Мика Карппинен (Гас Липстик) — ударные, перкуссия (1999—2015)